# Skoki narciarskie na Chińskich Igrzyskach Zimowych 2012
Skoki narciarskie na Chińskich Igrzyskach Zimowych 2012 – zawody w skokach narciarskich, przeprowadzone od 4 do 6 stycznia 2012 na skoczni w kompleksie Beidahu w prowincji Jilin, w celu wyłonienia indywidualnego mistrza Chin – wśród kobiet, mężczyzn oraz mistrza drużynowego wśród kobiet. Zawody zostały rozegrane w ramach Chińskich Igrzysk Zimowych 2012.
Zawody przeprowadzono na skoczni w Beidahu o punkcie konstrukcyjnym K-90. Konkurs indywidualny składał się z dwóch serii, których wyniki pozwoliły wyłonić indywidualnych i drużynowych medalistów.
Złoty medal indywidualnie wywalczyli Tian Zhandong i Ma Tong, srebrny medal zdobyli Li Yang i Li Xueyao, a brązowy – Yang Guang i Liu Qi. W rywalizacji drużynowej kobiet wygrał zespół z Changchun, przed ekipą z Jilin i drużyną z Tonghua.

## Medaliści
| Konkurs               | Złoto                                         | Srebro                                       | Brąz                                               |
| --------------------- | --------------------------------------------- | -------------------------------------------- | -------------------------------------------------- |
| indywidualny mężczyzn | Tian Zhandong                                 | Li Yang                                      | Yang Guang                                         |
| indywidualny kobiet   | Ma Tong                                       | Li Xueyao                                    | Liu Qi                                             |
| drużynowy kobiet      | Changchun 1. Ma Tong 2. Li Xueyao 3. Ji Cheng | Jilin 1. Liu Qi 2. Wang Meiting 3. Dong Bing | Tonghua 1. Chang Xinyue 2. Wei Wei 3. Zhang Qiuyue |

## Wyniki

### Mężczyźni

#### Konkurs indywidualny na skoczni K-90
| 1. | Tian Zhandong | bd | bd | bd | bd | 211,0 |
| 2. | Li Yang       | bd | bd | bd | bd | 191,0 |
| 3. | Yang Guang    | bd | bd | bd | bd | 177,0 |
| 4. | Sun Jianping  | bd | bd | bd | bd | 144,0 |
| 5. | Li Chao       | bd | bd | bd | bd | 137,0 |
| 6. | Xing Chenhui  | bd | bd | bd | bd | 106,5 |
| 7. | Gong Peilin   | bd | bd | bd | bd | 102,5 |
| 8. | Chen Zhe      | bd | bd | bd | bd | 74,0  |

### Kobiety

#### Konkurs indywidualny na skoczni K-90
| 1. | Ma Tong      | 73,0 | bd | 79,0 | bd | 151,5 |
| 2. | Li Xueyao    | bd   | bd | bd   | bd | 122,5 |
| 3. | Liu Qi       | bd   | bd | bd   | bd | 108,5 |
| 4. | Ji Cheng     | bd   | bd | bd   | bd | 99,5  |
| 5. | Wang Meiting | bd   | bd | bd   | bd | 57,0  |
| 6. | Dong Bing    | bd   | bd | bd   | bd | 55,5  |
| 7. | Chang Xinyue | bd   | bd | bd   | bd | 54,5  |
| 8. | Wei Wei      | bd   | bd | bd   | bd | 30,5  |

#### Konkurs drużynowy na skoczni K-90
| M        | Drużyna | Zawodniczka  | Skoki   | Skoki     | Nota      | Nota zespołu |      |      |       |       |
| M        | Drużyna | Zawodniczka  | Seria 1 | Seria 2   | Nota      | Nota zespołu |      |      |       |       |
| -------- | ------- | ------------ | ------- | --------- | --------- | ------------ | ---- | ---- | ----- | ----- |
| M        | Drużyna | Zawodniczka  | 1.      | Changchun | Ma Tong   | Nota zespołu | 69,5 | 77,0 | 135,5 | 335,5 |
| M        | Drużyna | Zawodniczka  | 1.      | Changchun | Li Xueyao | Nota zespołu | bd   | bd   | 118,0 | 335,5 |
| Ji Cheng | bd      | bd           | 1.      | Changchun | 82,0      |              |      |      |       | 335,5 |
| 2.       | Jilin   | Liu Qi       | 70,0    | 70,0      | 119,5     | 211,0        |      |      |       |       |
| 2.       | Jilin   | Wang Meiting | bd      | bd        | 58,5      | 211,0        |      |      |       |       |
| 2.       | Jilin   | Dong Bing    | bd      | bd        | 33,0      | 211,0        |      |      |       |       |
| 3.       | Tonghua | Chang Xinyue | 51,0    | 49,0      | 51,5      | 92,0         |      |      |       |       |
| 3.       | Tonghua | Wei Wei      | 45,0    | 45,0      | 40,5      | 92,0         |      |      |       |       |
| 3.       | Tonghua | Zhang Qiuyue | –       | –         | –         | 92,0         |      |      |       |       |